# アマナ (家電)
アマナ・コーポレーション（英語：Amana Corporation）はアメリカ合衆国アイオワ州で創業された大型家電製品メーカー及びそのブランド。現在はワールプール社傘下で、さらにメイタグ・グループの一部門である。現在は大型家電と呼ばれる冷蔵庫、洗濯乾燥機、家庭用コンロ、食器乾燥機が主力商品である。

## 歴史
1934年、ジョージ・フォースナー（George Foerstner）により「エレクトリカル・エクイップメント社（The Electrical Equipment Co.）」としてアメリカ合衆国アイオワ州ミドル・アマナにて創業。当初は業務用大型冷蔵庫の製造を行なった。その後、1950年にアマナ・コロニーズというコミューンに属しアマナ冷蔵庫（Amana Refrigeration, Inc）となった後、1947年に電子レンジを発明したレイセオンに1965年に買収されレイセオン・アプライアンス社（Raytheon Appliances）と改名。1967年に家庭用電子レンジを発売した。その後、家庭用暖房機、エアコン、家庭用コンロ、食器洗濯機、洗濯機、乾燥機など、他の家庭用家電製品を発売した。
1997年にエアコン大手のグッドマングローバル社（Goodman Global、現ダイキン傘下）に買収され、2001年にはエアコン部門を除く大型家電部門をメイタグ社（Maytag Corporation）に売却。グッドマングローバル社は現在もアマナのエアコン部門を所有。
2005年にメイタグには、投資ファンド運営会社リップルウッド・ホールディングスや中国のハイアール・グループなど何社かから買収オファーがあったが、最終的にワールプールに買収され、「アマナ」ブランドの家電製品はメイタグ製品同様ワールプールにて製造販売されている。
2009年よりインテリアデザイナーのトム・フィリシア（Thom Filicia）と提携。